# 루이스 봄보나투 굴라르
루이스 봄보나투 굴라르(포르투갈어: Luiz Bombonato Goulart, 1975년 11월 14일 ~ )는 루이장이라 불리는 브라질의 전직 축구 선수이다.

## 축구인 경력

### 클럽 경력
루이장은 상 파울루, 산투스, 파우메이라스와 코린치앙스라는 브라질 세리이 A의 4대 클럽에서 모두 뛰어 본 몇 안되는 선수 중에 하나다. 루이장은 1993년 구아라니에서 축구 생활을 시작했으며, 이후 파우메이라스로 이적하면서 꽃을 피우기 시작했다. 1997년 그는 데포르티보 라코루냐로 이적하며 라리가에 도전장을 내밀었으나 팀에 정착하는 데에 실패했다. 다시 브라질로 돌아와 바스쿠 다 가마와 코린치앙스에서 맹활약을 펼쳤다. 그리고 2002년 독일 분데스리가소속 헤르타 BSC로 이적하며 다시 유럽 축구계에 도전했다. 그러나 26경기에 출전하며 4골을 기록하는 데에 그치고, 2004년 1월 다시 브라질로 귀국하게 된다. 그는 일본 J리그에서도 잠시 활약했었으며, 2010년 구아라칭게타 푸치보우와 계약했으나 한 경기도 출전하지 못하고 이를 끝으로 선수생활을 접었다.

### 국가대표팀 경력
루이장은 브라질에 12번 발탁되었으며, 4골을 기록한 바 있다. 그는 2002년 FIFA 월드컵 예선 남미지역에서 베네수엘라와의 경기에 출전했고, 이 날 두 골을 기록하며 브라질 축구 국가대표팀의 2002년 FIFA 월드컵 출전을 확정시켰다. 이 날의 활약으로 인해 그는 루이스 펠리피 스콜라리 당시 브라질 감독의 선택을 받아, 2002년 FIFA 월드컵 브라질 축구 국가대표팀 최종명단에 합격하였다.

## 선수 생활 기록

### 클럽 기록
| 클럽 기록 | 클럽 기록                | 클럽 기록       | 리그 | 리그 |
| 시즌      | 클럽                     | 리그            | 출전 | 득점 |
| --------- | ------------------------ | --------------- | ---- | ---- |
| 1992      | 구아라니                 | 브라질 세리이 A | 0    | 0    |
| 1993      | 파라나                   | 브라질 세리이 A | 6    | 0    |
| 1994      | 구아라니                 | 브라질 세리이 A | 27   | 9    |
| 1995      | 구아라니                 | 브라질 세리이 A | 10   | 7    |
| 1996      | 파우메이라스             | 브라질 세리이 A | 22   | 10   |
| 1997      | 파우메이라스             | 브라질 세리이 A | 24   | 13   |
| 1997-98   | 데포르티보 라코루냐      | 라리가          | 13   | 4    |
| 1998      | 바스쿠 다 가마           | 브라질 세리이 A | 16   | 8    |
| 1999      | SC 코린치앙스 파울리스타 | 브라질 세리이 A | 20   | 17   |
| 2000      | SC 코린치앙스 파울리스타 | 브라질 세리이 A | 10   | 3    |
| 2001      | SC 코린치앙스 파울리스타 | 브라질 세리이 A | 7    | 5    |
| 2002      | 그레미우                 | 브라질 세리이 A | 0    | 0    |
| 2002-03   | 헤르타 BSC               | 분데스리가      | 19   | 2    |
| 2003-04   | 헤르타 BSC               | 분데스리가      | 7    | 2    |
| 2004      | 보타포구 FR              | 브라질 세리이 A | 15   | 9    |
| 2005      | 상 파울루                | 브라질 세리이 A | 5    | 2    |
| 2005      | 나고야 그램퍼스 8        | J리그 디비전 1  | 6    | 4    |
| 2005      | 산투스                   | 브라질 세리이 A | 5    | 0    |
| 2006      | 플라멩구                 | 브라질 세리이 A | 11   | 1    |
| 2007      | 상 카에타누              | 브라질 세리이 B | 5    | 2    |
| 2010      | 구아라칭게타             | 브라질 세리이 C | 0    | 0    |
| 종합      | 종합                     | 종합            | 228  | 92   |

### 국가대표팀 기록
| 브라질 축구 국가대표팀 | 브라질 축구 국가대표팀 | 브라질 축구 국가대표팀 |
| 년도                   | 출전                   | 득점                   |
| ---------------------- | ---------------------- | ---------------------- |
| 1996                   | 1                      | 1                      |
| 1997                   | 0                      | 0                      |
| 1998                   | 0                      | 0                      |
| 1999                   | 0                      | 0                      |
| 2000                   | 1                      | 0                      |
| 2001                   | 3                      | 2                      |
| 2002                   | 7                      | 1                      |
| 종합                   | 12                     | 4                      |